# Randy Foye
Randy Foye (Newark, 24 settembre 1983) è un ex cestista statunitense, professionista nella NBA.

## Carriera
È stato selezionato dai Boston Celtics al primo giro del Draft NBA 2006 (7ª scelta assoluta).
Con gli Stati Uniti ha disputato le Universiadi di Smirne 2005.

## Statistiche

### College
| Anno      | Squadra            | PG  | PT  | MP   | TC%  | 3P%  | TL%  | RP  | AP  | PRP | SP  | PP   |
| --------- | ------------------ | --- | --- | ---- | ---- | ---- | ---- | --- | --- | --- | --- | ---- |
| 2002-2003 | Villanova Wildcats | 31  | 29  | 26,8 | 36,2 | 30,2 | 83,1 | 3,5 | 2,9 | 1,0 | 0,2 | 10,3 |
| 2003-2004 | Villanova Wildcats | 35  | 34  | 31,3 | 38,7 | 29,9 | 76,2 | 4,7 | 3,6 | 1,6 | 0,3 | 13,5 |
| 2004-2005 | Villanova Wildcats | 32  | 32  | 32,1 | 42,1 | 34,0 | 75,2 | 5,0 | 3,1 | 2,1 | 0,4 | 15,5 |
| 2005-2006 | Villanova Wildcats | 33  | 33  | 34,7 | 41,1 | 35,0 | 79,1 | 5,8 | 3,0 | 1,4 | 0,6 | 20,5 |
| Carriera  | Carriera           | 131 | 128 | 31,3 | 39,9 | 32,9 | 78,1 | 4,8 | 3,2 | 1,5 | 0,4 | 15,0 |

### NBA

#### Regular Season
| Anno      | Squadra            | PG  | PT  | MP   | TC%  | 3P%  | TL%  | RP  | AP  | PRP | SP  | PP   |
| --------- | ------------------ | --- | --- | ---- | ---- | ---- | ---- | --- | --- | --- | --- | ---- |
| 2006-2007 | Minnesota T'wolves | 82  | 12  | 22,9 | 43,4 | 36,8 | 85,4 | 2,7 | 2,8 | 0,6 | 0,3 | 10,1 |
| 2007-2008 | Minnesota T'wolves | 39  | 31  | 32,3 | 42,9 | 41,2 | 81,5 | 3,3 | 4,2 | 0,9 | 0,1 | 13,1 |
| 2008-2009 | Minnesota T'wolves | 70  | 61  | 35,6 | 40,7 | 36,0 | 84,6 | 3,1 | 4,3 | 1,0 | 0,4 | 16,3 |
| 2009-2010 | Wash. Wizards      | 70  | 38  | 23,8 | 41,4 | 34,6 | 89,0 | 1,9 | 3,3 | 0,5 | 0,1 | 10,1 |
| 2010-2011 | L.A. Clippers      | 63  | 24  | 24,6 | 38,8 | 32,7 | 89,3 | 1,6 | 2,7 | 0,7 | 0,3 | 9,8  |
| 2011-2012 | L.A. Clippers      | 65  | 48  | 25,9 | 39,8 | 38,6 | 85,9 | 2,1 | 2,2 | 0,7 | 0,4 | 11,0 |
| 2012-2013 | Utah Jazz          | 82  | 72  | 27,4 | 39,7 | 41,0 | 81,9 | 1,5 | 2,0 | 0,8 | 0,3 | 10,8 |
| 2013-2014 | Denver Nuggets     | 81  | 78  | 30,7 | 41,3 | 38,0 | 84,9 | 2,9 | 3,5 | 0,8 | 0,5 | 13,2 |
| 2014-2015 | Denver Nuggets     | 50  | 21  | 21,7 | 36,8 | 35,7 | 81,8 | 1,7 | 2,4 | 0,7 | 0,2 | 8,7  |
| 2015-2016 | Denver Nuggets     | 54  | 7   | 19,8 | 35,1 | 29,6 | 83,0 | 1,9 | 2,1 | 0,5 | 0,3 | 6,0  |
| 2015-2016 | Oklahoma Thunder   | 27  | 1   | 21,2 | 34,9 | 30,9 | 81,5 | 1,9 | 1,8 | 0,5 | 0,5 | 5,6  |
| 2016-2017 | Brooklyn Nets      | 69  | 40  | 18,6 | 36,3 | 33,0 | 85,7 | 2,2 | 2,0 | 0,5 | 0,1 | 5,2  |
| Carriera  | Carriera           | 752 | 433 | 25,6 | 40,1 | 36,6 | 85,2 | 2,2 | 2,8 | 0,7 | 0,3 | 10,3 |

#### Play-off
| Anno     | Squadra          | PG | PT | MP   | TC%  | 3P%  | TL%  | RP  | AP  | PRP | SP  | PP  |
| -------- | ---------------- | -- | -- | ---- | ---- | ---- | ---- | --- | --- | --- | --- | --- |
| 2012     | L.A. Clippers    | 11 | 11 | 26,5 | 39,2 | 43,8 | 84,6 | 2,0 | 1,5 | 0,5 | 0,3 | 7,5 |
| 2016     | Oklahoma Thunder | 16 | 0  | 11,9 | 34,1 | 30,8 | 0,0  | 1,3 | 0,8 | 0,1 | 0,2 | 2,5 |
| Carriera | Carriera         | 27 | 11 | 17,8 | 37,4 | 37,9 | 88,2 | 1,6 | 1,1 | 0,3 | 0,2 | 4,6 |

## Palmarès
- NCAA AP All-America First Team (2006)
- NBA All-Rookie First Team (2007)

## Curiosità
Nel giugno 2006 è stato reso noto che Foye ha una rara condizione congenita detta situs inversus, il che significa che i suoi organi interni sono invertiti specularmente (ad esempio, il cuore è a destra, il fegato a sinistra e via dicendo). È escluso che questa condizione, proprio grazie alla perfetta specularità, possa influire sulla sua salute e sul suo rendimento sportivo.